# Věra Ludíková
Věra Ludíková (* 16. června 1943 Ústí nad Orlicí) je česká básnířka a příznivkyně esperanta.

## Život
Ludíková po maturitě nastoupila do Pragovky, od r. 1969 byla zaměstnána v Odeonu, V 90. letech pracovala jako personalistka v nakladatelství Ivo Železný, poté jako poradce v Parlamentu. Majitelka nakladatelství Chronos, které zaniklo v roce 2003. 
Píše básně a povídky. Její obrazotvorné meditativní básně a texty často předávají důležitá etická a duchovní poselství. Vícero jejích básní bylo přeloženo do řady jazyků, mj. i do esperanta, jehož ideu rovnoprávné komunikace a mezinárodního porozumění aktivně podporuje. Pořádá i unikátní vícejazyčná autorská čtení ze svých knih.
Publikovala i v Chůdových kořenech. Přednášela rovněž na několika ročnících České konference. 

## Sbírky
- Váhy (1992)
- Oni netuší (1993)
- Uslyšet duši (1994)
- Uslyšet duši – básně a texty (1997)
- Uslyšet duši (1998 + překlad do esperanta)
- Uslyšet duši 1+10 (1999 + překlad do 10 jazyků)
- Uslyšet duši 1+16 (2000 + překlad do 16 jazyků)
- Kantáta (2001)
- Je jaro (2002), překlad do 36 jazyků
- Pošli to dál (2003)
- Pošli to dál II (2004)
- Pošli to dál III (2005)
- Věk nadějí – Posílej dál slova vyslyšivá (2006)
- Vzkříšení – Služba lásky a oběti (2007)
- Kamkoli půjdeš… (2008)
- Eseje (2009)
- Pocta Boženě Němcové (2010)
- Až jednou budu se s tebou loučit, Praho (2011)
- Otisky Vesmíru (2012)
- Malý básník (2013)
- Vlna nad vlnu stoupá, Vzpomínky na pana kardinála Tomáše Špidlíka (2014)
- Duše neumírá (2015)
- Usedám nad bílou stránku (2016)
- Podobnost věčných témat: Po stopách Gilgamešových (2017)
- Kolik váží černá kapka (2018)
- Je jaro 1+55 (2019)
- Kantáta 1+5 {2020)
- Pastorela (2021)